# Bavorské kurfiřtství
Bavorské kurfiřtství (německy Kurfürstentum Bayern) je právně nepřesný název pro Bavorské vévodství (německy Herzogtum Bayern), používaný od roku 1623, kdy bavorští vévodové získali kurfiřtský hlas, až do 1. ledna 1806, kdy vzniklo Bavorské království. Po sloučení s Falckým kurfiřtstvím v roce 1778 se také nazývalo Doppel-Kurfürstentum Pfalz-Bayern (Dvojité falcko-bavorské kurfiřtství).

## Historie
V roce 1620 porazila vojska Katolické ligy pod velením bavorského vojevůdce Tillyho v bitvě na Bílé hoře české protestantské stavy. Jako výraz díků získal v roce 1623 vévoda Maxmilián I., hlava Katolické ligy a horlivý straník Habsburků, kurfiřtský hlas, odejmutý jeho vzdálenému příbuznému Fridrichu V. Falckému a Horní i Dolní Falc, jež na něm dobyl. Vestfálský mír v roce 1648 mu potvrdil jak kurfiřtská práva, tak odškodnění v podobě území Horní Falce. Dolní Falc byla navrácena Fridrichovu synovi Ludvíkovi, pro něhož byl vytvořen osmý kurfiřtský hlas.

## Symbolika

kurfiřtský erb:
1623–1777
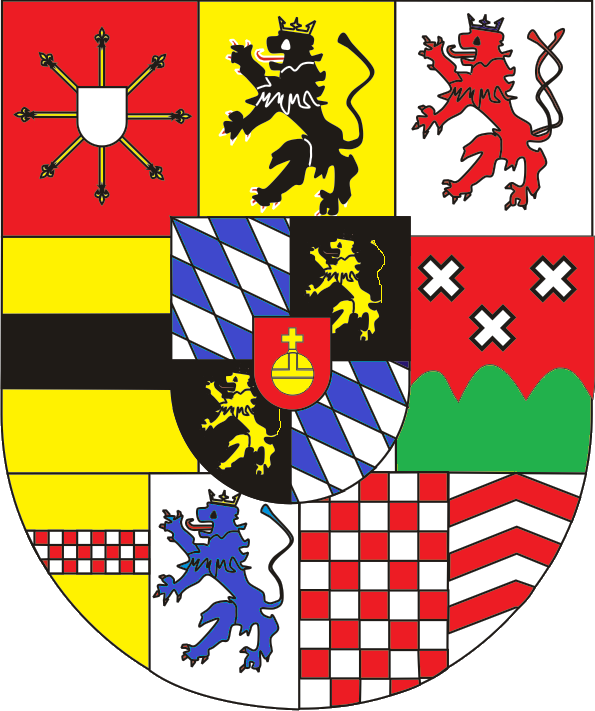
1777–1799
1799–1804
1804–1806